# Комплекс виробництва олефінів в Урумчі
Комплекс виробництва олефінів в Урумчі — китайське виробництво вуглехімічної промисловості у Сінцзянь-Уйгурському автономному районі.
У 2010-х роках в Китаї почало розвиватись виробництво олефінів з вугілля. Одним з таких підприємств став належний Shenhua Group (через Shenhua Xinjiang Coal-based New Materials Project) завод в Урумчі, котрий ввели в експлуатацію навесні 2016 року.
Використовуючи розроблену General Electric технологію газифікації на заводі спершу виробляють 1,8 млн тон метанола. Далі його спрямовують в установку синтезу олефінів, здатну продукувати 680 тисяч тон головних цільових продуктів — етилену та пропілену. Оскільки при цьому також утворюється певна кількість фракції С4, її спрямовують у блок конверсії олефінів, завдяки чому отримують додатковий пропілен. У підсумку комплекс здатен живити похідін виробнцитва полімерів, розраховані на випуск 270 тисяч тон поліетилена низької щільності та 450 тисяч тон поліпропілена.